# 乔治·格雷

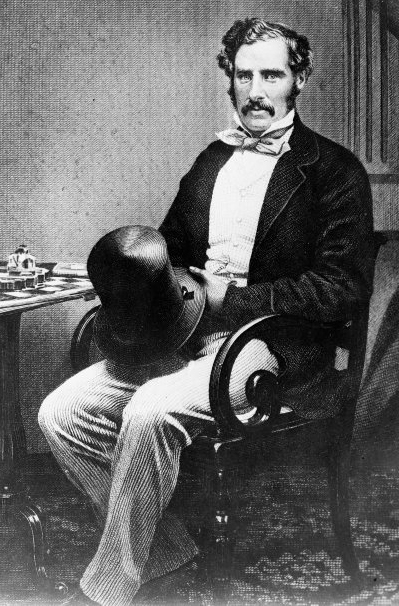
乔治·格雷

乔治·格雷爵士，KCB （英語：Sir George Grey；1812年4月14日—1898年9月19日）是英国士兵、殖民地官員、探险家和作家。他曾擔任南澳大利亚总督、两次擔任新西兰总督、開普殖民地總督和新西兰第11任总理。
乔治·格雷生于葡萄牙里斯本，在他出生幾天前，他的父親在巴达霍斯战役中阵亡。他在英国接受教育。服完兵役後前往西澳大利亚探险，1841年，格雷出任南澳大利亚总督。
1845年至1853年出任新西兰总督。 1854年，格雷出任开普殖民地总督，1861年，格雷再次擔任新西兰总督。1877年至1879年期間，格雷出任新西兰总理。